# Sopiko Guramishvili

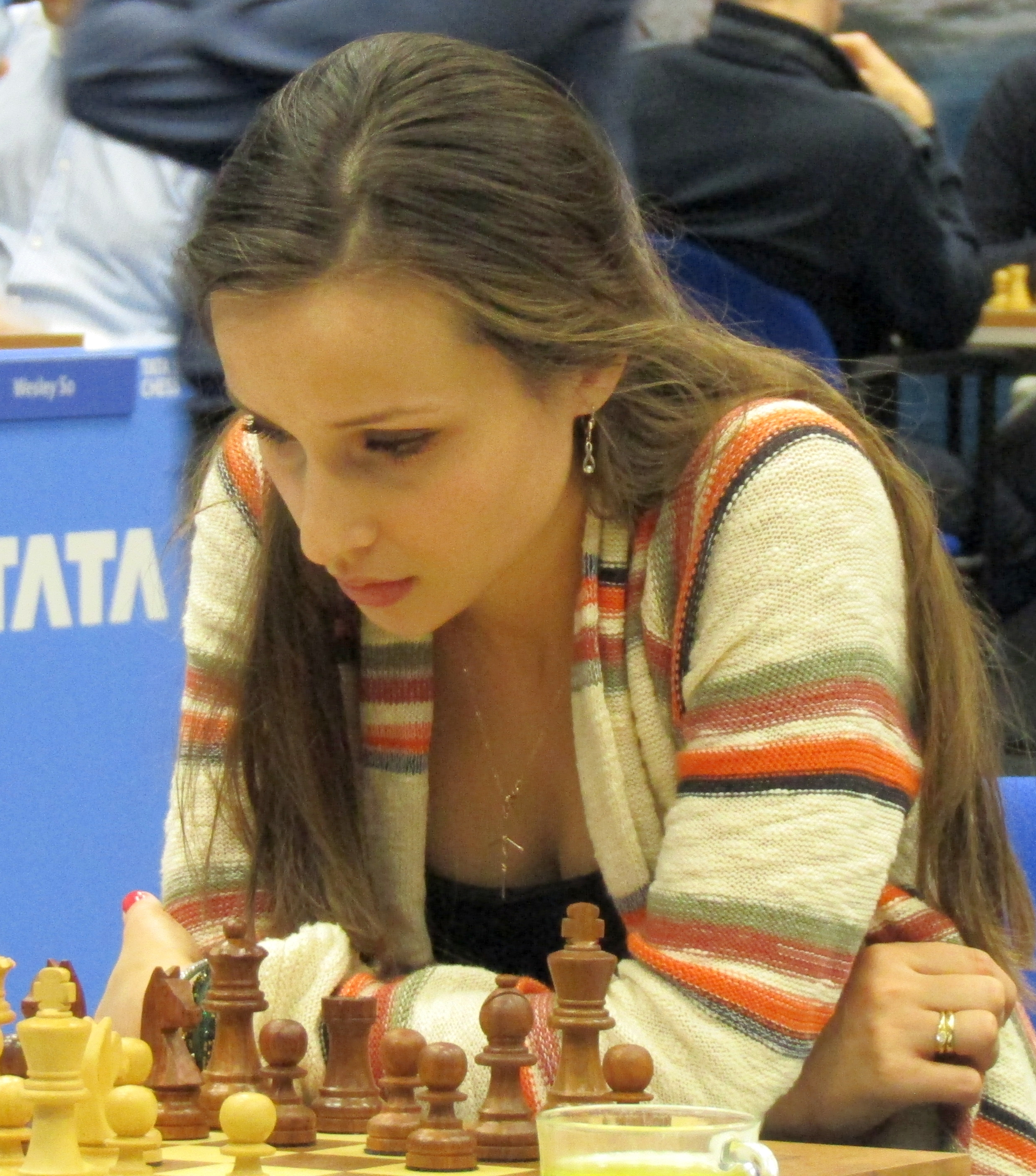
Imagem mostra a enxadrista georgiana jogando uma partida de xadrez.

Sopiko Guramishvili (em georgiano:  სოფიკო გურამიშვილი; nascida em 1 de Janeiro de 1991) é uma jogadora de xadrez georgiana. Foi premiada pela FIDE com os títulos de Grande Mestre Feminina (WGM) em 2009 e Mestre Internacional (IM) em 2012.
Ela competiu no Campeonato Mundial Feminino de Xadrez em 2015 e 2017.

## Carreira
Sopiko venceu a seção U16 feminina do World Youth Chess Championship em 2006.
Em 2004, venceu uma match com Irene Kharisma Sukandar ("Enerpac Chess Match") em Jakarta por 4-2.
Ganhou medalha de bronze no evento feminino de 2010 do World University Chess Championship em Zurich.
Em Janeiro de 2012, Guramishvili venceu o torneio feminino round-robin do Reggio Emilia chess tournament.
Em Outubro de 2015, Guramishvili venceu um match de seis jogos com a campeã do U16 europeu, Anna-Maja Kazarian por uma pontuação de 5,5-0,5 no Hoogeveen Chess Festival.

## Vida pessoal
Em Julho de 2015, Sopiko Guramishvili se casou com o Grande Mestre Internacional holandês Anish Giri. Em 3 de outubro de 2016, enquanto Giri jogava o Tal Memorial, o filho deles, Daniel, nasceu.